# Lille violetøre
Lille violetøre (latin: Colibri thalassinus) er en kolibriart, der lever i Mellemamerika og Andesbjergene til Bolivia.